# Schizocosa cotabatoana
Schizocosa cotabatoana är en spindelart som beskrevs av Alberto Barrion och James A. Litsinger 1995. Schizocosa cotabatoana ingår i släktet Schizocosa och familjen vargspindlar.
Artens utbredningsområde är Filippinerna. Inga underarter finns listade i Catalogue of Life.